# 1549년

## 연호
- 명(明) 가정(嘉靖) 28년
- 일본(日本) 덴분(天文) 18년
- 후 레 왕조(後黎朝) 투언빈(順平) 원년
- 막 왕조(莫朝) 까인릭(景曆) 2년

## 기년
- 류큐(琉球) 쇼세이왕(尚清王) 23년
- 명(明) 세종 가정제(世宗 嘉靖帝) 28년
- 조선(朝鮮) 명종(明宗) 4년
- 후 레 왕조(後黎朝) 중종(中宗) 원년
- 막 왕조(莫朝) 선종(宣宗) 3년

## 탄생
- 7월 30일 - 토스카나의 대공 페르디난도 1세

## 사망
- 11월 10일 - 제220대 로마 교황 교황 바오로 3세
- 11월 15일 - 조선의 제14대 선조의 조모 창빈 안씨